# Тука и Берти
Тука и Берти (Tuca & Bertie) — американский анимационный ситком для взрослых, созданный карикатуристкой Лизой Ханавальт, который начал транслироваться 3 мая 2019 года на Netflix.

## Сюжет
Сюжет повествует о жизни двух антропоморфных птиц, беззаботной тусовщицы Туки и карьеристки Берти.

## Актёрский состав и персонажи

### Основной
- Тиффани Хэддиш — Тука, тукан, импульсивная и недавно трезвая лучшая подруга Берти, которая работает на случайной работе и часто полагается на свою богатую тетю Таллулу для финансовой поддержки.
- Эли Вонг — Берти, певчий дрозд, лучшая подруга Туки, нацеленная на карьеру, старший операционный аналитик (ранее обработчик данных) в Conde Nest и начинающий пекарь.
- Стивен Ён — Спекл, странствующий дрозд, скромный парень-архитектор Берти.

### Повторяющийся
- Николь Байер — различные роли, в том числе бабушка Спекла Гамби призрачный торт; картотечный шкаф Берти; леди в ванной комнате в офисе Берти.
- Ричард Грант — Холланд, доброжелательный, но забывчивый босс голубой сойки в Конде Нест.
- Джон Эрли — Дирк, развратный, ранее женоненавистнический петух, сотрудник Conde Nest.
- Реджи Уоттс — кондитер Пит, опытный кондитер-пингвин, который берет Берти в ученики.
- Шамир — «Драка», сосед по дому.
- Дженифер Льюис — Таллула Тукан, богатая тетя Туки, которая поддерживала её финансово.
- Тараджи Хенсон (первое появление) и Наташа Ротуэлл (второе появление) — Терри Тукан, сестра Туки.
- Кейт Берлант — «Женщина, занимающая пространство», ящерица.

### Гостевые звезды
- Аквафина — грудь Берти.
- Тиг Нотаро — доктор Шерман, врач-фламинго.
- Мишель Докери — леди Незерфилд, звезда любимого телешоу Берти «Гнезда Незерфилда».
- Адам Коновер — Big_Hairy_Stallion69 (он же Джоэл), лошадь, с которой Тука встречается онлайн в виртуальном секс-чате.
- Сонвон Чо — Ультра-Сэм S380, больничная машина / Кайл, мужская версия Берти, которую она воображает в своем воображении.
- Эмбер Раффин — Дакота с буквой «У», наивная молодая канарейка, которая приходит работать к Кондитеру Питу.
- Лаверн Кокс — Эбони Блэк, агент-ворон, работающая в Центре по борьбе с сексуальными клопами / Судья Спарроу, телезвезда в стиле судьи Джуди, чье шоу Тука обожает.
- Тесса Томпсон — Софи Блэк, взрослая дочь Эбони, которая приходит работать к ней после окончания бизнес-школы. Эбони часто принижает её за эту и другие оплошности.
- Джейн Линч — Мередит Мэйпл, бывший тренер Берти по плаванию, турако с красной хохлатой.
- Изабелла Росселлини — Пэт, жены Мередита, сова.
- Лили Гладстон — механик Ястреб.
- Микаэла Дитц — Дотти, сестра Спекла.

## Роли озвучивали
- Иван Чабан — Спекл
- Александр Разбаш
- Виктория Слуцкая
- Александр Рыбаков — Дирк
- Роман Никитин — Пит
- Вадим Прохоров — Холланд
- Татьяна Рассказова — Таллула
- Анна Слынько — Дакота

## Эпизоды

### Номер Серий
| Сезон | Серии | Серии | Даты показа   | Даты показа     | Даты показа |
| Сезон | Серии | Серии | Первая серия  | Последняя серия | Канал       |
| ----- | ----- | ----- | ------------- | --------------- | ----------- |
| 1     | 10    | 10    | май 3, 2019   | май 3, 2019     | Netflix     |
| 2     | 10    | 10    | июнь 13, 2021 | август 15, 2021 | Adult Swim  |